# マカーマ (文学)

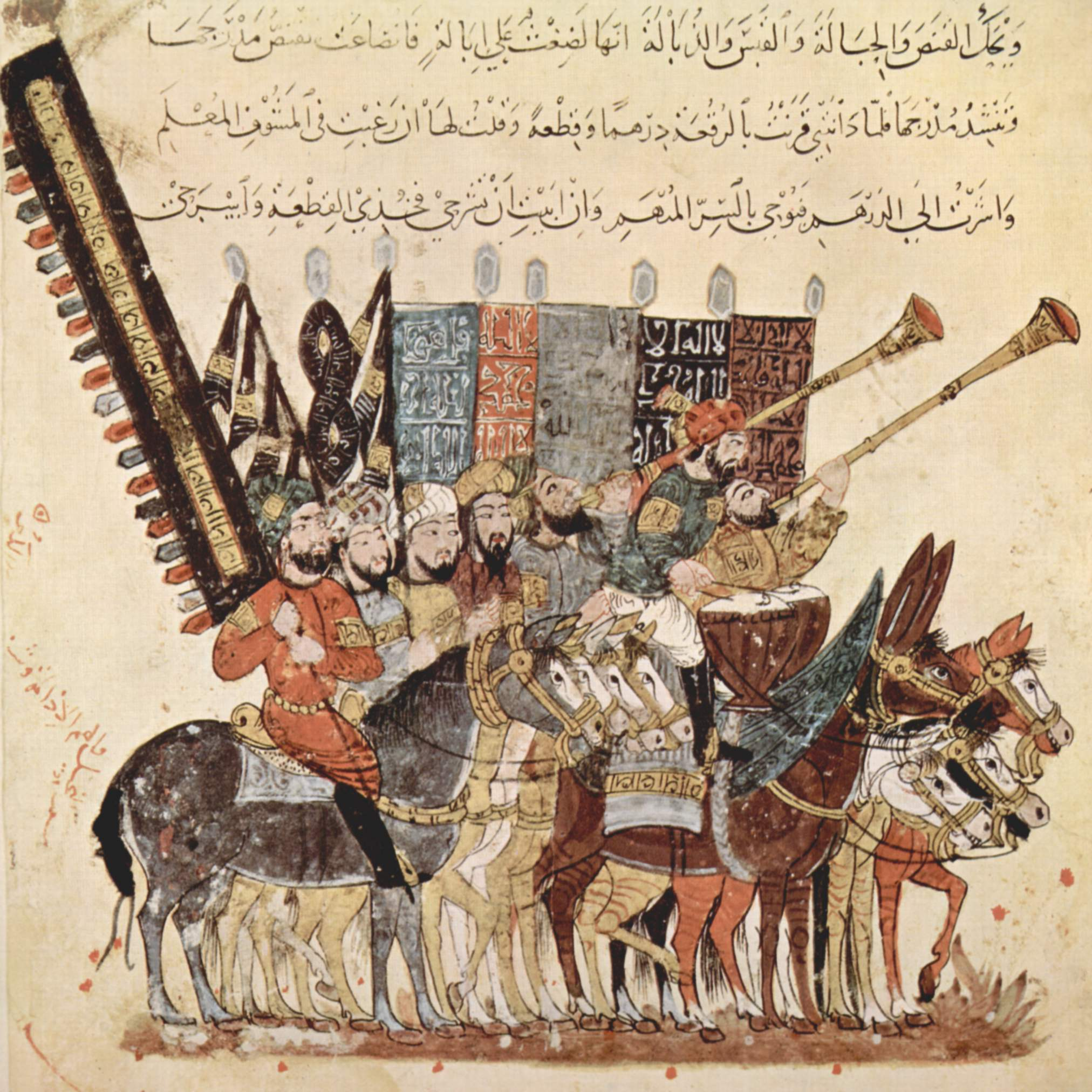
アル・ハリーリーの『マカーマート』の挿絵。Yahya ibn Mahmud al-Wasiti画

マカーマ (مقامة , Maqāma) は、アラビア語文学における一形式をさす。複数形はマカーマート (maqāmāt)。原義はアラビア語で「立つところ」や「集会」を表す。
基本的な物語は、主人公がイスラーム世界のさまざまな場所を放浪し、言葉巧みに人を騙して稼ぎを得る様子を、語り手が聞かせるというものになっている。詩と散文が混じる構成で、時に哀しみやユーモアをまじえており、ジャーヒリーヤ起源の逸話も含めつつ中世イスラーム世界の風俗がうかがえる内容となっている。

## 概要
アッバース朝やブワイフ朝治下の10世紀に生まれたとされ、創始者は、「バディー・ウッ・ザマーン」（時代の驚異）とも呼ばれたハマザーニーと言われる。ハマザーニーがマカーマを作るきっかけとして、詩人のイブン・ドライドが物語を人々に披露していたのを見たという説もある。現存するハマザーニーのマカーマートは50数話だが、そもそもは100話以上あったとされる。語尾の押韻を強調するサジュウ体によって書かれており、語り手に朗詠されることが意識されていた。
ハマザーニーが創作したのちに、アル・ハリーリーがマカーマを大成した。ハマザーニーの作品は登場人物の設定や語りに厳密な統一がなかったが、ハリーリーはそれらを統一したうえで修辞技法などを駆使して磨きをかけ、様式を完成させた。ハニーニーのマカーマでは、ハーン、モスク、文学サロン、ディーワーン、裁判所、船上、庭園、婚姻の場、救護施設、墓地などが舞台に使われ、ハマザーニーの作品と異なり主人公は基本的に暴力をふるわず、言葉や演技で金や物品をせしめる。主人公の技量は高く、本歌取りや回文、連歌（イジャーザ）などの技法が多数盛りこまれている。

## 評価と影響
マカーマは、ハリーリーの作品を模範として文人たちによる創作が続けられ、アンダルス時代のイベリア半島にも伝わる。13世紀には、ジュダ・アル・ハリーズィー( judah al harizi )が、ハリーリーの『マカーマート』をヘブライ語に翻訳した。ジュダ・アル・ハリージーは自身もマカーマを執筆し、そのラテン語訳がヨーロッパに広まった。ハリーリーの作品は、ドイツの詩人で東洋学者であるフリードリヒ・リュッケルトに訳され、ヨーロッパに東洋趣味の影響を与え、シューマンの『東洋の絵』（作品66）などに着想を与えている。